# Schlacht bei den Hyerischen Inseln
1792

Porrentruy – Marquain – Quiévrain – Verdun – Thionville – Valmy – Lille – Mainz (1792) – Jemappes
1793

Aldenhoven I – Namur – Neerwinden – Mainz (1793) – Famars – Valenciennes (1793) – Arlon (1793) – Hondschoote – Meribel – Avesnes-le-Sec – Pirmasens – Toulon – Fontenay-le-Comte – Cholet – Lucon – Trouillas – Dünkirchen – Le Quesnoy – Menin I – Wattignies – Weißenburg I – Biesingen – Kaiserslautern I – Weißenburg II
1794

Boulou – Landrecis – Menin II – Mouscron – Martinique – Guadeloupe – Tourcoing – Tournai – Kaiserslautern II – San-Lorenzo de la Muga – 13. Prairial – Fleurus – Kaiserslautern III – Vosges – Aldenhoven II
1795

Cornwallis’ Rückzug – Genua – Groix – Hyeres – Handschuhsheim – Mainz (1795) – Mannheim – Loano
1796

Montenotte – Millesimo – Dego – Mondovì – Lodi – Borghetto – Castiglione – Mantua – Siegburg – Altenkirchen – Wetzlar – Kircheib – Kehl – Kalteiche – Friedberg  – Malsch – Neresheim – Sulzbach – Deining – Amberg – Würzburg – Neufundland – Rovereto – Bassano – Limburg – Biberach I – Emmendingen – Schliengen – Caldiero – Arcole – Irland
1797

Fall von Kehl – Rivoli (1797) – St. Vincent – Diersheim – Santa Cruz – Neuwied – Camperduin
Die Schlacht bei den Hyerischen Inseln (Îles d’Hyères) war eine Seeschlacht zwischen französischen und verbündeten anglo-neapolitanischen Streitkräften während des Ersten Koalitionskrieges. Seit Beginn des Krieges 1793 hatte die französische Flotte eine Reihe verheerender Niederlagen erlitten und war angesichts einer entschlossenen alliierten Blockade auf begrenzte Operationen vor der französischen Mittelmeerküste beschränkt. Die französische Flotte unter dem Kommando von Konteradmiral Pierre Martin hatte 1795 versucht, die Blockade zu durchbrechen und war im März vor Genua von den Briten unter Admiral William Hotham besiegt worden.
Im Frühjahr erhielten sowohl Martin als auch Hotham Verstärkung aus ihren jeweiligen Atlantikflotten. Die Briten segelten vor Menorca, während Martin eine Meuterei unter seinen Matrosen niederschlagen musste. Als die französische Flotte im Juni erneut auslief, kehrte Hotham ins Ligurische Meer zurück und ankerte in der Bucht von Saint-Florent. Anfang Juli wurde Martins Flotte vor Cap Corse von einem ad hoc gebildeten britischen Verband unter Kapitän Horatio Nelson entdeckt, worauf Hotham mit einiger Verspätung die Verfolgung aufnahm. Martin zog sich in Richtung des sicheren Ankerplatzes der Îles d'Hyères zurück. Doch am 13. Juli wurden seine zurückgebliebenen Schiffe von der britischen Vorhut eingeholt. In einem kurzen Gefecht isolierten die Briten die Alcide und zwangen die Mannschaft zur Kapitulation. Hotham war zwar in der Position, die restliche französische Flotte anzugreifen, lehnte dies jedoch ab. Die Briten hielten ihre Blockade aufrecht, bis sie sich Ende 1796 zurückzogen.

## Vorgeschichte
Zu Beginn des Ersten Koalitionskrieges hatten die Briten mit der Besetzung von Toulon im August 1793 die gesamte französische Mittelmeerflotte in ihre Gewalt gebracht. Kurz vor der Rückeroberung der Stadt durch die französischen Streitkräfte im Dezember versuchten die Briten die französische Flotte zu verbrennen. Doch aufgrund von Fehlschlägen der britisch-spanischen Streitkräfte unter dem Kommando von Sydney Smith wurde nur die Hälfte der französischen Schiffe zerstört. Während die Franzosen ihre Schiffe reparierten, hatten die Briten im August 1794 Korsika erobert. Dort nutzten sie die Bucht von Saint-Florent als Ankerplatz, von dem aus sie Toulon blockierten.
Obwohl die französische Flotte unter dem Kommando von Pierre Martin im Juni 1794 einen kurzen Vorstoß aus dem Hafen unternahm, verfügte sie erst im März 1795 wieder über eine ausreichende Stärke. Am 3. März stach Martin von Toulon aus in See und traf am 8. März vor Cap Corse auf die HMS Berwick, die von den Franzosen gekapert wurde. Martin befahl der gekaperten Berwick, sich zum geschützten Ankerplatz in der Bucht von Gourjean zurückzuziehen, während seine Flotte weiter nach Osten in den Golf von Genua fuhr. Auf dem Rückzug in Richtung Toulon gelang es den Franzosen nicht, der britischen Flotte unter Vizeadmiral William Hotham auszuweichen, so dass es am 13. März zu Schlacht kam. Am folgenden Tag wurden die Ça Ira, und die Censeur, zur Kapitulation gezwungen, während Martin und die übrigen Schiffe nach Westen entkamen.
Hotham segelte zu einem Ankerplatz vor La Spezia, bevor er zur Überholung seiner Flotte nach Saint-Florent zurückkehrte. Im April brachte er die Flotte nach Livorno, wo er von seiner Beförderung zum Admiral of the Blue erfuhr, und segelte anschließend nach Menorca, wo er vor Mahón ankerte. Dort traf er am 14. Juni auf eine große britische Verstärkung, bestehend aus neun Linienschiffen unter Konteradmiral Robert Mann. Hotham war besorgt, dass die französische Flotte in seiner Abwesenheit erneut in See gestochen sein könnte, und schickte ein kleines Fregattengeschwader unter Kapitän George Henry Towry zurück ins Ligurische Meer, um nach Martin zu suchen. Dort traf er jedoch auf die Fregatten, Minerve und Artémise. In dem sich anschließenden Gefecht wurde die Minerve gekapert.
Martin war den größten Teil des Frühjahrs damit beschäftigt, seine Schiffe zu sammeln und in seinem Ankerplatz vor den Îles d'Hyères vor der französischen Küste Reparaturen durchzuführen. Er schickte seine am stärksten beschädigten Schiffe zurück nach Toulon, wo sie sich am 4. April einer Flottille bestehend aus der Formidable der Jupiter, der Mont-Blanc, der Jemmappes, der Revolution, der Tyrannicide, der Embuscade und der Felicite von Konteradmiral Jean François Renaudin anschlossen. Im Mai verweigerten die Matrosen von Martins Flotte, die nicht zu Renaudins kürzlich eingetroffenem Geschwader gehörten, den weiteren Dienst. Erst die Bemühungen des représentant en mission (des „Politkommissars“ der Revolutionstruppen) Joseph Niou brachten die Seeleute dazu, die Meuterei zu beenden.

## Verfolgung
Auf Drängen von Niou stach Martin mit seiner Flotte, die jetzt aus 17 Linienschiffen und sechs Fregatten bestand, am 7. Juni erneut in See. Hotham blieb bis zum 24. Juni vor Menorca, bevor er die Ostküste Korsikas und Sardiniens entlang segelte und am 29. Juni in Saint-Florent eintraf. Auf dem Weg dorthin erreichte Hotham die Nachricht, dass Martin auf See sei. Hotham ignorierte die Warnung und beschloss, nicht einzugreifen, sondern weiter nach Saint-Florent zu segeln, wo seine Schiffe überholt und mit neuem Proviant versorgt werden sollten. Am 4. Juli entsandte Hotham ein kleines Geschwader, bestehend aus der HMS Agamemnon, der HMS Meleager, der HMS Ariadne, der HMS Moselle und der HMS Mutine unter der Führung von Kapitän Horatio Nelson, um Operationen gegen die Stellungen der französischen Armee in Nordwestitalien durchzuführen, vor Genua zu patrouillieren und dann die französische Küste nach Westen zu passieren.
Am 7. Juli um 16:00 Uhr entdeckte Nelsons Verband vor Kap del Melle die französische Flotte. Martin hatte Genua angesteuert, wo Ferdinand III., der Großherzog der Toskana, vor kurzem Frieden mit Frankreich geschlossen hatte, und anschließend die Mercure und die Guerrier nach Toulon zurückgeschickt. Als er Nelson am Abend sichtete, erkannte Martin die geringe Größe der britischen Streitkräfte und nahm mit seiner Flotte die Verfolgung auf. Nelson zog sich daraufhin in Richtung Saint-Florent zurück, doch konnten die Franzosen auf die hinter dem Rest des Geschwaders zurückbleibende Moselle aufschließen.
Um 07:20 Uhr am nächsten Morgen ließ Nelson mehrere Kanonen abfeuern, um Hotham auf die Anwesenheit der Franzosen aufmerksam zu machen. Um 09:30 Uhr sahen die führenden französischen Schiffe die britische Flotte vor Anker liegen, worauf Martin seiner Flotte befahl, sofort nach Westen in Richtung Toulon abzudrehen. Da die Briten völlig unvorbereitet waren und der Wind aus westlicher Richtung in den Hafen wehte, konnte Hotham erst um 21:00 Uhr die Verfolgung der Franzosen aufnehmen, die die Verzögerung zur Flucht nach Norden genutzt hatten.
Am späten Abend des 12. Juli, etwa 24 Seemeilen (44 km) östlich der Île du Levant, erfuhr er, dass die Franzosen kurz zuvor südlich vorbeigezogen waren. Hotham ließ daraufhin klar zum Gefecht machen und führte seine Flotte in der Erwartung, auf die Franzosen zu treffen, nach Südwesten. Im Morgengrauen des 13. Juli wurden die Franzosen 5 Seemeilen (9,3 km) weit verstreut in Lee gesichtet. Zwischen 3:45 Uhr und 4:45 Uhr ließ er mehrmals wenden, um die Luvstellung zu halten und die Franzosen von der Küste fernzuhalten. Martin nutzte die Zeit, um seine Flotte aufzustellen, und um 08:00 Uhr segelten die Franzosen in Kiellinie zurück in Richtung der Îles d'Hyères.

## Die Schlacht
Hotham der erkannte, dass die Franzosen versuchten zu entkommen, gab Befehl zur allgemeinen Verfolgung. Am Mittag befanden sich die Franzosen 0,75 Seemeilen (1,39 km) vor den Briten in nordöstlicher Richtung, während Hothams Flotte über 8 Seemeilen (15 km) verstreut war. Um 12:30 Uhr drehte der Wind von Südwest auf Nord, so dass die letzten drei französischen Schiffe die Vorhut der Briten, bestehend aus der Culloden, der Cumberland und der Victory, mit Breitseiten bestreichen konnten.
Die britischen Schiffe waren bald in der Lage, das Feuer zu erwidern und auf das langsamste französische Schiff, die Alcide zu feuern. Obwohl die Culloden nach dem Verlust ihrer Großmarsstenge zurückfiel, war die Alcide bald schwer beschädigt und isoliert. Um 14:00 Uhr, als die Gefahr bestand, geentert zu werden, strich Kapitän Leblond Saint-Hylaire die Flagge und ergab sich der Cumberland. Ohne die Prise in Besitz zu nehmen, griff die Cumberland das nächste französische Schiff an. In der Zwischenzeit waren die französischen Fregatten Alceste und Justice aufgetaucht und versuchten, die Alcide in Schlepp zu nehmen. Wegen des Beschusses durch die Victory mussten sie ihr Vorhaben aufgeben und sich zurückziehen. Ein weiterer Versuch durch die Aquilon, wurde abgebrochen, als klar wurde, dass das kapitulierte Schiff in Flammen stand.
Nachdem sich um 14:42 Uhr weitere britische Schiffe, darunter die HMS Agamemnon, die HMS Blenheim, die HMS Captain und die HMS Defence, ein Feuergefecht mit der französischen Nachhut geliefert hatten, gab Hotham zur allgemeinen Verwunderung Signal, die Aktion abzubrechen und zu ihm zurückzukehren. Hotham, der 8 Seemeilen (15 km) vom Geschehen entfernt war, befürchtete, dass seine verstreuten Schiffe dem Feuer der französischen Flotte und der Küstenbatterien schutzlos ausgeliefert wären. Zu diesem Zeitpunkt hatte sich das Gefecht auf eine Position etwa 12 Seemeilen (22 km) südöstlich von Kap Roux verlagert, auf das die Franzosen nun zusteuerten.

## Nachwirkungen
Martin führte seine verbliebenen Schiffe in die Bucht von Fréjus und ging dort um 19:00 Uhr vor Anker. Die französische Flotte konnte später entlang der Küste sicher nach Toulon zurückkehren. Dort blieb sie bis zum 14. September, als ein Befehl des Nationalkonvents eintraf, der Martin anwies, sechs Linienschiffe und drei Fregatten zur Atlantikflotte nach Brest zu schicken, um die Verluste aus der Schlacht von Groix zu ersetzen.
Hotham kehrte nach Saint-Florent und dann nach Livorno zurück. Am 1. November übergab er das Kommando über die Mittelmeerflotte an Admiral John Jervis. Martin führte während des Mittelmeerfeldzugs keine Flotte mehr zur See, aber durch die französischen Siege in Italien Ende 1796 war die Aufrechterhaltung einer Flotte vor Toulon auch nicht mehr sinnvoll. Die Mittelmeerflotte war gezwungen, sich in den Tejo zurückzuziehen und den Mittelmeerraum an Frankreich abzutreten.

## Flotten

### Alliierte
| Admiral Howards's Flotte | Admiral Howards's Flotte | Admiral Howards's Flotte | Admiral Howards's Flotte | Admiral Howards's Flotte | Admiral Howards's Flotte | Admiral Howards's Flotte                           |
| Schiff                   | Kanonen                  | Kommandant               | Verluste                 | Verluste                 | Verluste                 | Anmerkungen                                        |
| Schiff                   | Kanonen                  | Kommandant               | getötet                  | verwundet                | Insgesamt                | Anmerkungen                                        |
| ------------------------ | ------------------------ | ------------------------ | ------------------------ | ------------------------ | ------------------------ | -------------------------------------------------- |
| Britannia                | 100                      | John Holloway            | 0                        | 0                        | 0                        | Flottenflaggschiff von Vice-admiral William Hotham |
| Victory                  | 100                      | John Knight              | 5                        | 15                       | 20                       | Flaggschiff von Rear-admiral Robert Mann           |
| Princess Royal           | 98                       | John Child Purvis        | 0                        | 0                        | 0                        | Flaggschiff von Vice-admiral Samuel Goodall        |
| St George                | 98                       | Thomas Foley             | 0                        | 0                        | 0                        | Flaggschiff von Vice-admiral Hyde Parker           |
| Windsor Castle           | 98                       | John Gore                | 0                        | 0                        | 0                        | Flaggschiff von Vice-admiral Robert Linzee         |
| Blenheim                 | 98                       | John Bazely              | 2                        | 2                        | 4                        |                                                    |
| Gibraltar                | 80                       | John Pakenham            | 0                        | 0                        | 0                        |                                                    |
| Captain                  | 74                       | Samuel Reeve             | 1                        | 0                        | 1                        |                                                    |
| Fortitude                | 74                       | William Young            | 0                        | 0                        | 0                        |                                                    |
| Bombay Castle            | 74                       | Charles Chamberlayne     | 0                        | 0                        | 0                        |                                                    |
| Saturn                   | 74                       | James Douglas            | 0                        | 0                        | 0                        |                                                    |
| Cumberland               | 74                       | Bartholomew Rowley       | 0                        | 0                        | 0                        |                                                    |
| Terrible                 | 74                       | George Campbell          | 0                        | 0                        | 0                        |                                                    |
| Defence                  | 74                       | Thomas Wells             | 1                        | 6                        | 7                        |                                                    |
| Egmont                   | 74                       | John Sutton              | 0                        | 0                        | 0                        |                                                    |
| Culloden                 | 74                       | Thomas Troubridge        | 2                        | 5                        | 7                        |                                                    |
| Bedford                  | 74                       | Davidge Gould            | 0                        | 0                        | 0                        |                                                    |
| Courageux                | 74                       | Benjamin Hallowell       | 0                        | 0                        | 0                        |                                                    |
| Audacious                | 74                       | William Shield           | 0                        | 0                        | 0                        |                                                    |
| Guiscardo                | 74                       |                          | 0                        | 0                        | 0                        | neapolitanisches Linienschiff                      |
| Samnito                  | 74                       |                          | 0                        | 0                        | 0                        | neapolitanisches Linienschiff                      |
| Agamemnon                | 64                       | Horatio Nelson           | 0                        | 0                        | 0                        |                                                    |
| Diadem                   | 64                       | Charles Tyler            | 0                        | 0                        | 0                        |                                                    |
| Sonstige                 |                          |                          |                          |                          |                          |                                                    |
| Meleager                 | 32                       | George Cockburn          | 0                        | 0                        | 0                        | Fregatte                                           |
| Cyclops                  | 28                       | William Hotham           | 0                        | 0                        | 0                        | Fregatte                                           |
| Ariadne                  | 24                       | Robert Plampin           | 0                        | 0                        | 0                        | Fregatte/Korvette                                  |
| Comet                    | 14                       |                          | 0                        | 0                        | 0                        | Brigg                                              |
| Eclair                   | 20                       |                          | 0                        | 0                        | 0                        | Brigg                                              |
| Fleche                   | 14                       | Thomas Boys              | 0                        | 0                        | 0                        | Brigg                                              |
| Resolution               | 14                       | Edward H. Columbine      | 0                        | 0                        | 0                        | Kutter                                             |

### Frankreich
| Admiral Martin's Flotte | Admiral Martin's Flotte | Admiral Martin's Flotte             | Admiral Martin's Flotte | Admiral Martin's Flotte | Admiral Martin's Flotte | Admiral Martin's Flotte                              |
| Schiff                  | Kanonen                 | Kommandant                          | Verluste                | Verluste                | Verluste                | Anmerkungen                                          |
| Schiff                  | Kanonen                 | Kommandant                          | getötet                 | verwundet               | Insgesamt               | Anmerkungen                                          |
| ----------------------- | ----------------------- | ----------------------------------- | ----------------------- | ----------------------- | ----------------------- | ---------------------------------------------------- |
| Sans Coulette           | 122                     | Lapalisse                           | 0                       | 0                       | 0                       | Flottenflaggschiff von Vice-amiral Martin            |
| Tonnant                 | 84                      | Julien Marie Cosmao-Kerjulien       | 0                       | 0                       | 0                       | Flaggschiff von Contre-amiral Jean-Louis Delmotte    |
| Victoire                | 80                      | Daniel Savary                       | 0                       | 0                       | 0                       |                                                      |
| Généreux                | 74                      | Louis                               |                         |                         |                         |                                                      |
| Heureux                 | 74                      | Charles Lacaille                    | 0                       | 0                       | 0                       |                                                      |
| Barra                   | 74                      | André Maureau                       | 0                       | 0                       | 0                       |                                                      |
| Guerrier                | 74                      | Louis Infernet                      | 0                       | 0                       | 0                       |                                                      |
| Mercure                 | 74                      | Catteford                           | 0                       | 0                       | 0                       |                                                      |
| Alcide                  | 74                      | Leblond Saint-Hylaire               |                         |                         | ca. 300                 | gekapert                                             |
| Timoléon                | 74                      | Charbonnier                         | 0                       | 0                       | 0                       |                                                      |
| Duquesne                | 74                      | Zacharie Allemand                   | 0                       | 0                       | 0                       |                                                      |
| Peuple Souverain        | 74                      | Lindet-Lalonde                      | 0                       | 0                       | 0                       |                                                      |
| Berwick                 | 74                      | Dumanoir le Pelley                  |                         |                         |                         |                                                      |
| Jemmapes                | 74                      | Laffon                              | 0                       | 0                       | 0                       | Flaggschiff von contre-amiral Jean François Renaudin |
| Tyrannicide             | 74                      | Alain Joseph Dordelin               |                         |                         |                         |                                                      |
| Jupiter                 | 74                      | Joseph de Richery                   | 0                       | 0                       | 0                       |                                                      |
| Révolution              | 74                      | Fay                                 | 0                       | 0                       | 0                       |                                                      |
| Aquilon                 | 74                      | Laterre                             |                         |                         |                         |                                                      |
| Républicain             | 74                      | Honoré Joseph Antoine Ganteaume     | 0                       | 0                       | 0                       |                                                      |
| Sonstige                |                         |                                     |                         |                         |                         |                                                      |
| Junon                   | 32                      | Amand Leduc                         | 0                       | 0                       | 0                       | Fregatte                                             |
| Fripomme                | 36                      | Villeneuve                          | 0                       | 0                       | 0                       | Fregatte                                             |
| Alceste                 | 32                      | Jean Joseph Hubert                  | 0                       | 0                       | 0                       | Fregatte                                             |
| Sérieuse                | 32                      | Saunier                             | 0                       | 0                       | 0                       | Fregatte                                             |
| Justice                 | 40                      | Jacques Dalbarade                   | 0                       | 0                       | 0                       | Fregatte                                             |
| Embuscade               | 40                      | Maxime-Julien Émeriau de Beauverger | 0                       | 0                       | 0                       | Fregatte                                             |
| Félicité                | 32                      | Lecour                              | 0                       | 0                       | 0                       | Fregatte                                             |
| Brune                   | 20                      | Louis Gabriel Deniéport             | 0                       | 0                       | 0                       | Korvette                                             |
| Badine                  | 20                      | Testu                               | 0                       | 0                       | 0                       | Korvette                                             |
| Alerte                  | 10                      | Le Mèle                             | 0                       | 0                       | 0                       | Brigg                                                |
| Hazard                  | 18                      | Dumay                               | 0                       | 0                       | 0                       | Brigg                                                |
| Scout                   | 18                      | Dumeny                              | 0                       | 0                       | 0                       | Brigg                                                |